# Gilberts hål
Gilberts håla i Syltahagen vid Kumlaby på Visingsös östra sida är en djup, numera dyfylld håla, som enligt sägnen ska ha åstadkommits då trollkarlen Kettil Runske där manade ned i jorden sin onde lärjunge, trollkarlen Gilbert (även kallad Gilbertil) från Ölmestads socken (dagens Ölmstad), för att hindra denne från att dela ön i två halvor. I samband med Gilberts grävande, uppstod också, vid stranden norr om öns sydöstra udde, två öppningar i skifferberget, vilka ledde in i en stor grotta. Dessa öppningar är nu igenrasade, men var, om man får tro Olaus Magnus, ännu på 1500-talet mål för våghalsiga äventyrare.

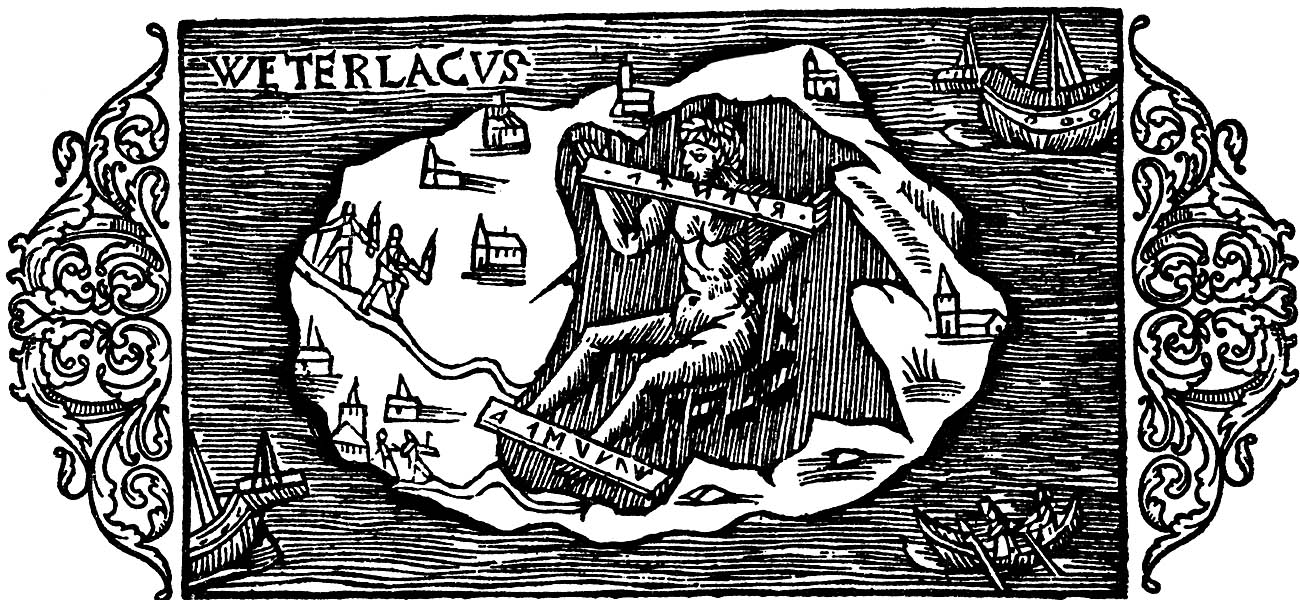
Grottan på Visingsö där trollkarlen Gilbert sitter bunden med magiska runkavlar. På vägen till vänster ses nyfikna på väg till grottan. Träsnitt ur Olaus Magnus Historia de gentibus septentrionalibus, 1555.

## Sägnen om Gilberts håla
Fornforskaren Herman Hofberg återgav 1874 sägnen om Gilberts håla på följande sätt, här i sammandrag:
Fordomtima fanns det två kungar på Visingsö, den ene på Borga och den andre på Näsbo. "Då oenighet en gång uppkom dem emellan, beslöt Näsbokungen att skifta ön i tvenne hälfter och skilja dem åt genom en djup grav. För detta ändamål vidtalade han en trollkarl Gilbertil (...), vilken åtog sig arbetet och började gräva nära Näsbo, där djupa hålor ännu leder under jorden." Men detta behagade inte Borgakungen som sökte förmå Gilbertil att avstå från sitt grävande. Då detta misslyckades vände han sig till trollkarlen Kettil Runske:
"När han (Kettil) anlände till Visingsö, hade Gilbertil redan hunnit med sitt arbete över halva ön och grävde som bäst strax norr om Kumlaby. Kettil Runske befallde honom att upphöra, men tillsägelsen mottogs med hån och förolämpningar. Då kastade Kettil mot honom sin med runor besatta trollkavel. Gilbertil fångade kaveln i luften med bägge händerna; men dessa fastnade så att han ej kunde komma loss. Han försökte då bryta sönder staven med fötterna, men även dessa fastnade, och slutligen, när han gjorde ett försök att lösgöra sig med tänderna fastnade även dessa. I denna ställning kastades han av Kettil på en utbredd tjurhud, i det denne uttalade följande förbannelsedom:
Räkna ett år,
för varje hår,
ur huden går;
du förr ej frihet får.
Därpå lät Kettil honom nedsjunka i jorden. Ett djupt gyttjehål på Kumlaby äng kallas än i dag för Gilbertils håla." 

## Grottan
En äldre tradition menade dock att den fängslade Gilbert fanns i grottan vars två ingångar nu har rasat. Det var också hit som 1500-talets "äventyrsturister" begav sig för att beskåda den fångne, enligt Olaus Magnus:
"I denna grotta nedstiga inga andra än på tomt skryt begivna och av nyfikenhet ledda personer, och då måste de vara försedda med brinnande lykta och trådnystan för att åter finna utgången. Orsaken till nedstigandet är huvudsakligen önskan att få se en viss trollkarl vid namn Gilbert, vilken genom svartkonst (som just vållat hans olycka) blivit i urminnes tid övervunnen och fjättrad på detta ställe av sin egen mästare Kettil, som han djärvts trotsa." Olaus beskriver sedan fjättrandet på samma sätt som skildrats ovan: Gilbert bands alltså till tänder, händer och fötter av en runkavel — inte två som felaktigt framgår av det i Italien tillverkade träsnittet i samma bok.
Så lätt var det emellertid inte att få en skymt av fången ens när grottan var öppen, ty "stanken och de farliga dunsterna i grottan" gjorde att besökare riskerade att "kvävas av hämmad andedräkt eller strupens tillsnörning". Icke ens "Dædali hemska labyrint på Kreta" kunde i farlighet mäta sig med denna grotta på Visingsö, summerar Olaus.
Flera försök har dock gjorts att utforska grottsystemet. År 1705 lyckades till exempel en liten expedition, på initiativ av Urban Hjärne, ta sig igenom båda öppningarna, men då man kommit fram till den egentliga huvudgrottan måste man för den elaka och giftiga stankens skull vända om "ehuru man såg hålet gå mycket längre inåt".

## Gilbert-gestaltens ursprung
Mellan Gilberts håla och de nu igenrasade grottöppningarna fanns förr en sammanhängande sumpmark. Det är troligt att Gilbert-gestaltens grundtyp har varit ett träsktroll, liknande Grendel i Beowulfsagan. Namnet Gilbert lär, enligt Nils Ahnlund, gå tillbaka på Gerbert, det vill säga påven Sylvester II, som till följd av sina politiska fienders svartmålning, i folktraditionen har kommit att förvandlas till en ondsint trollkarl. Hans oväntade anknytning till Visingsö kan i så fall ha förmedlats av kungahovet i Näs, där det har funnits en kungaborg åtminstone sedan 1100-talet.